# Velorex 16/175

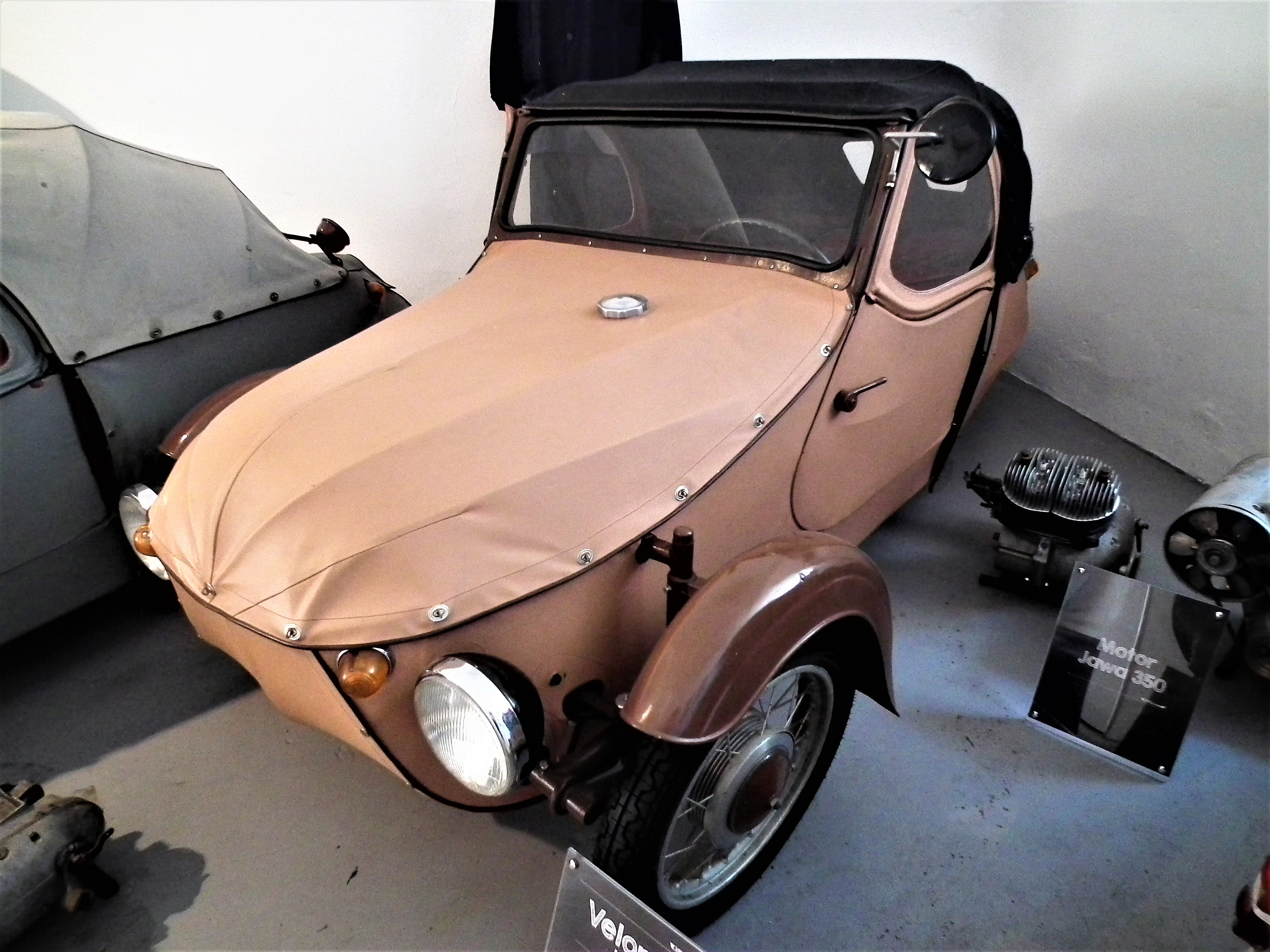
Velorex 16/175 w Nowym Mieście nad Metują

Velorex 16/175 – odmiana czechosłowackiego trójkołowego pojazdu mechanicznego Velorex produkowana w latach 1963–1964.
Wytworzono 800 sztuk tej marki z silnikiem ČZ 175/502 Čezeta. Pojazd ważył 290 kilogramów, a jego prędkość maksymalna wynosiła 65 km/h. Długość pojazdu to 3,1 metra, szerokość - 1,4 metra, a wysokość - 1,24 metra.